# 天草市立稜南中学校
天草市立稜南中学校（あまくさしりつ りょうなんちゅうがっこう）は、熊本県天草市にある公立の中学校。

## 概要
- 亀川中学校・楠浦中学校・宮地岳中学校が統合され、平成7年4月に開校。

## 沿革
- 1995年（平成7年）4月 - 開校

## 通学区域
2014年4月1日現在、通学区域は以下の通りである。
- 亀場町
- 枦宇土町
- 宮地岳町
- 楠浦町

## 進学前小学校
- 亀川小学校
- 楠浦小学校

## 学校周辺
- 十万山